# エフゲニー・リフシッツ
エフゲニー・ミハイロヴィッチ・リフシッツ（ロシア語: Евге́ний Миха́йлович Ли́фшиц、Yevgeny Mikhailovich Lifshitz、1915年2月21日 - 1985年10月29日）は、ソビエト連邦の理論物理学者。ソビエト連邦科学アカデミー正会員（1979年選出）、王立協会外国人会員。レフ・ランダウとの共著『理論物理学教程』や、一般相対性理論におけるBKL予想の共著者として知られる。弟は物理学者のイリヤ・リフシッツ。

## 生涯

### 幼少期と教育
1915年2月21日、ロシア帝国のハルキウ（現ウクライナ）にユダヤ人の家庭に生まれた。父ミハイロ・イリイチ・リフシッツ（1878-1934）はハイデルベルク大学で医学を学び、医師として活動。母ベルタ・エヴゾロヴナ（1885-1976）はハルキウ国立大学法学部を修了した。
1933年、ハルキウ機械製造（後に工科）大学を卒業。

### 研究活動
1933年から1938年までハルキウ物理技術研究所（当時ウクライナ科学アカデミー物理技術研究所）でレフ・ランダウのもとで研究。1939年以降、モスクワの物理問題研究所に所属し、モスクワ物理工科大学でも教鞭をとった。1946年から「実験および理論物理学ジャーナル」の副編集長を務めた。
1979年、ソビエト連邦科学アカデミー正会員に選出され、後に王立協会外国人会員にも選ばれた。

### 私生活
1937年にエレナ・コンスタンティノヴナ・ベレゾフスカヤと結婚し、息子ミハイルをもうけた（1976年まで婚姻）。1976年にジナイダ・イワノヴナ・ゴロベツと再婚（1985年まで）。1985年10月29日、モスクワで死去し、クンツェフスコエ墓地に埋葬された。

## 科学的業績
リフシッツは、一般相対性理論、宇宙論、磁性、核物理学の分野で重要な貢献を行った。主な業績は以下の通り：
- 理論物理学教程：レフ・ランダウ、レフ・ピタエフスキーらと共著の『理論物理学教程』（10巻）は、力学、場の古典論、量子力学、量子電磁気学、物理キネティクスなどを網羅。理論物理学の標準教科書として世界的に評価され、レーニン賞（1962年）を共同受賞[2][5]。
- BKL予想：V.A.ベリンスキー、イサーク・ハラトニコフと共同で、一般相対性理論における宇宙論的シンギュラリティ（特異点）の振動的性質を提唱（1970年）。特異点近傍では空間が2方向に圧縮し1方向に膨張し、方向が時間的に変化する「振動的カオス」を示した。このBKL予想は、重力崩壊や宇宙の初期状態の理解に大きく貢献[6]。
- 一般相対性理論の摂動分類：1946年、アインシュタインの重力理論の宇宙論的解の安定性を研究し、摂動をスカラー（ density changes）、ベクトル（渦運動）、テンゾル（重力波）に分類。この分類は、宇宙の構造形成の分析に現代でも使用されている[4]。
- 磁性：ランダウと共同でランダウ-リフシッツ方程式を提唱し、磁化のダイナミクスを記述。磁性研究の基礎理論として広く応用されている[7]。

## 人物
弟イリヤ・リフシッツは固体物理学の分野で著名。エフゲニーはランダウの指導を受け、ハルキウとモスクワで理論物理学の発展に貢献した。ハルキウ物理技術研究所は、ランダウとリフシッツ兄弟により、ソビエト連邦の理論物理学の中心地となった。ユダヤ人としての出自を持ちつつ、ソビエト連邦の科学コミュニティで活躍した。

## 受賞歴
- スターリン賞（1954年）
- レーニン賞（1962年、レフ・ランダウと共同、『理論物理学教程』に対して）
- 労働赤旗勲章
- 人民友好勲章
- その他のソビエト連邦のメダル[2][3]

## 関連文献
- Belinskii, V.A.; Khalatnikov, I.M.; Lifshitz, E.M. (1970). “Oscillatory approach to a singular point in the relativistic cosmology”. Advances in Physics 19 (80):  525. Bibcode: 1970AdPhy..19..525B. doi:10.1080/00018737000101171.
- Landau, L.D.; Lifshitz, E.M. (1976). Mechanics. Course of Theoretical Physics. 1 (3rd ed.). Pergamon Press. ISBN 0-08-021022-8
- Landau, L.D.; Lifshitz, E.M. (1971). Classical Theory of Fields. Course of Theoretical Physics. 2 (3rd ed.). Pergamon Press. ISBN 0-08-016019-0
- Landau, L.D.; Lifshitz, E.M. (1977). Quantum Mechanics: Non-relativistic Theory. Course of Theoretical Physics. 3 (3rd ed.). Pergamon Press. ISBN 0-08-020940-8
- Berestetskii, V.B.; Lifshitz, E.M.; Pitaevskii, L.P. (1982). Quantum Electrodynamics. Course of Theoretical Physics. 4 (2nd ed.). Pergamon Press. ISBN 0-08-026503-0
- Lifshitz, E.M.; Pitaevskii, L.P. (1981). Physical Kinetics. Course of Theoretical Physics. 10 (1st ed.). Pergamon Press. ISBN 0-08-026480-8